# Bromsberrow
Bromsberrow ou Bromesberrow est un village et une paroisse civile du Gloucestershire, en Angleterre.

## Géographie
Bromsberrow est un village du comté de Gloucestershire, dans le Sud-Ouest de l'Angleterre. Il est situé dans le nord-ouest de ce comté, non loin du hameau de Whiteleaved Oak (en) qui marque le tripoint entre les comtés du Gloucestershire, du Herefordshire et du Worcestershire, sur le versant sud du massif des collines de Malvern. La grande ville la plus proche de Bromsberrow est Ledbury, dans le Herefordshire, à 5 km au nord-ouest.
Administrativement, la paroisse civile de Bromsberrow relève du district non métropolitain de Forest of Dean. Elle est entièrement comprise dans la Area of Outstanding Natural Beauty de Malvern Hills.
Pour les élections locales, Bromsberrow forme avec le village voisin de Dymock le ward de Bromesberrow and Dymock. Pour les élections à la Chambre des communes, le village est rattaché à la circonscription électorale de Forest of Dean, comme le reste du district homonyme.

## Histoire

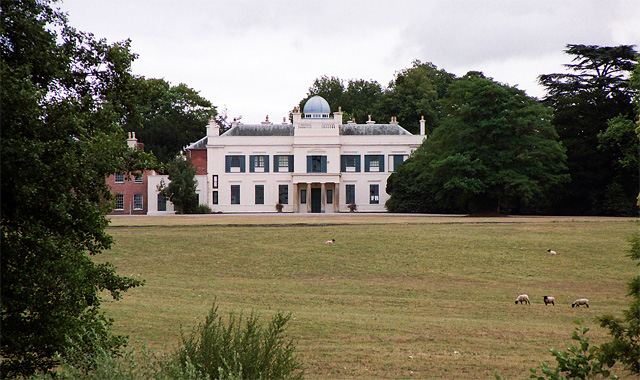
Le manoir de Bromsberrow Place.

Le Domesday Book, compilé en 1086, indique que Bromsberrow compte alors 20 feux. Sa valeur annuelle est évaluée à 5 livres contre 8 livres avant la conquête normande de l'Angleterre, époque à laquelle le manoir de Bromesberrow est la propriété du comte Harold Godwinson. En 1086, il est passé au grand baron anglo-normand Raoul de Tosny.
Le domaine de Bromsberrow est rachetée en 1818 par l'économiste David Ricardo (1772-1823). Il le transmet à son fils Osman (en) (1795-1881), qui fait reconstruire le manoir de Bromsberrow Place. Ce domaine reste aux mains des descendants de Ricardo jusqu'en 1929.

## Démographie
Au recensement de 2011, la paroisse civile de Bromsberrow, qui comprend depuis 1992 le village de Bromesberrow Heath, comptait 407 habitants.
| Année      | 1801 | 1811 | 1821 | 1831 | 1841 | 1851 | 1881 | 1891 | 1901 | 1911 | 1921 | 1931 | 1951 | 1961 | 1991 | 2001 | 2011 |
| Population | 235  | 274  | 335  | 337  | 283  | 260  | 266  | 282  | 255  | 269  | 265  | 224  | 234  | 239  | 182  | 411  | 407  |

## Culture locale et patrimoine

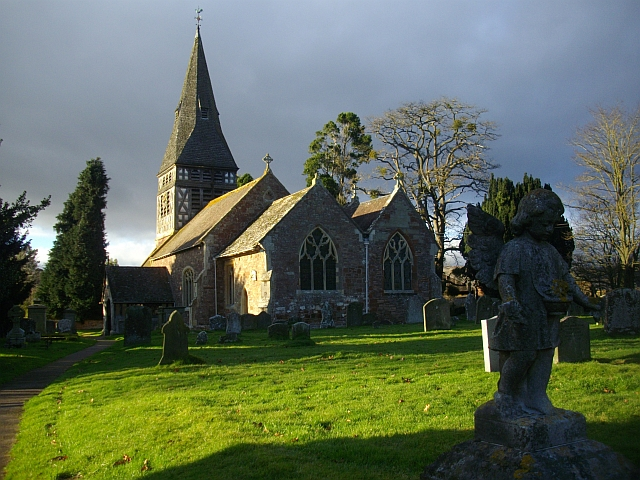
L'église de Bromsberrow.

L'église de Bromsberrow, dédiée à Marie, remonte au XIIIe siècle. C'est un monument classé de grade II* depuis 1954.
Le manoir de Bromsberrow Place est construit à la fin du XVIIIe siècle par l'architecte Ferdinando Stratford pour la famille Yate. Après le rachat du domaine par la famille Ricardo, un nouveau manoir de style Greek Revival est édifié dans les années 1820, probablement par George Basevi. C'est également un monument classé de grade II* depuis 1954.